# 孟加拉友好城市或姐妹城市列表

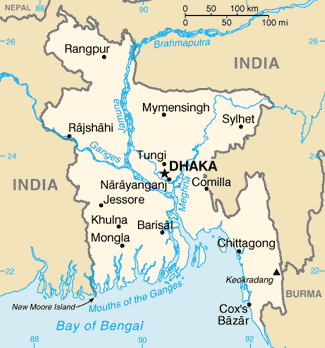
孟加拉地圖

本列表為有跟孟加拉城市結為友好城市（通常為歐洲城市）或姐妹城市（通常為其他地方的城市）的外國城市列表。

## C
吉大港市
- 巴西戈亞尼亞[1]
- 中華人民共和國昆明市[2]

## D
達卡
- 巴基斯坦喀拉蚩[3]
- 印度加爾各答[4]
- 祕魯利馬[5]

達卡南區都市自治體
- 羅馬尼亞布加勒斯特第3區（英语：Sector 3 (Bucharest)）

## R
拉傑沙希
- 挪威克里斯蒂安桑[7]